# Il fiume (Maillol)
Il fiume (La Rivière) è un'opera in piombo dello scultore francese Aristide Maillol. Venne creata nel 1938 e si trova nei Jardins du Carrousel di Parigi, in Francia.

## Storia

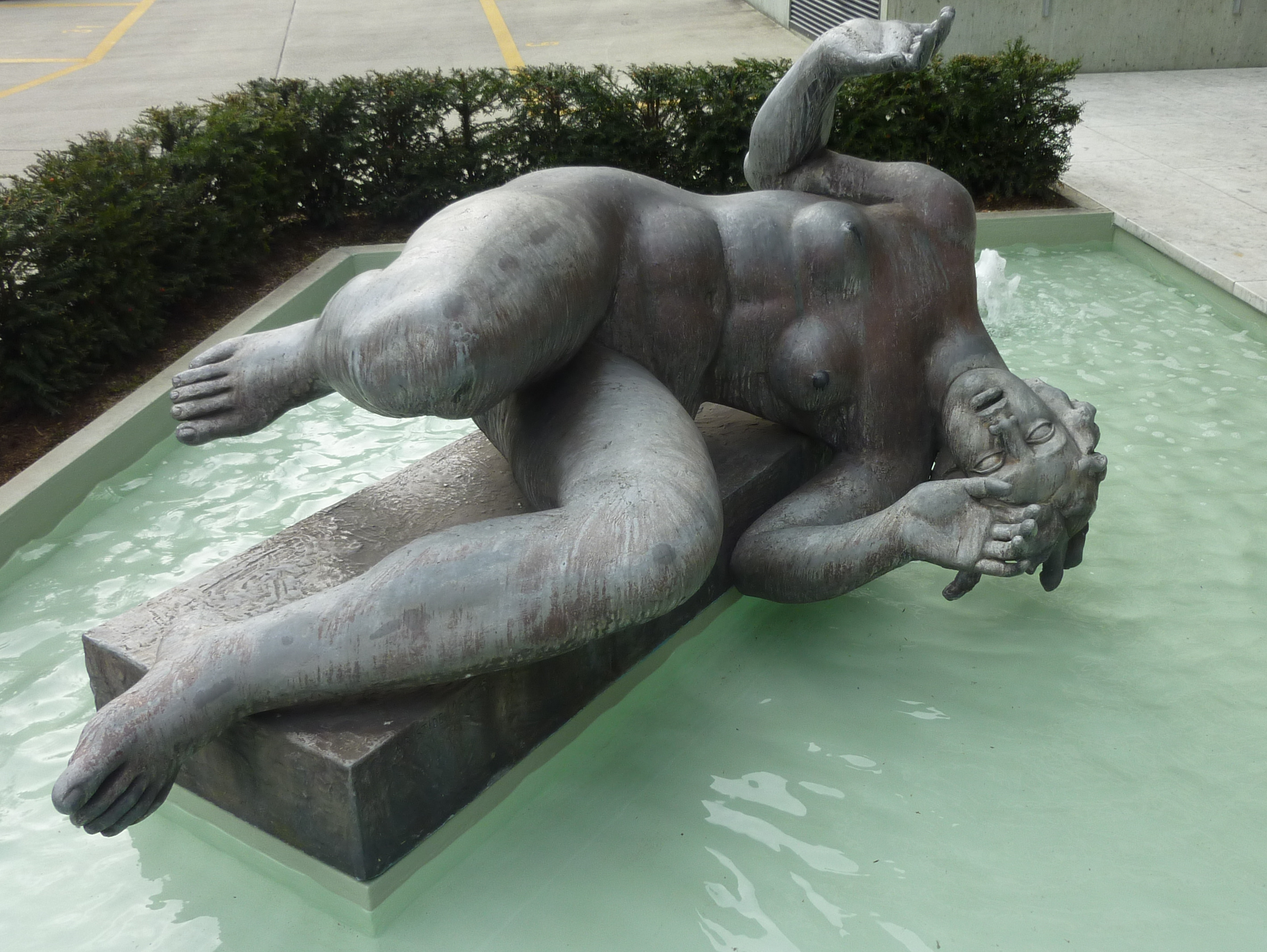
La versione zurighese.

L'opera nacque da una commissione dello scrittore Henri Barbusse, un noto pacifista, per una scultura che raffigurasse una donna pugnalata alla schiena che cade al suolo, a simboleggiare le conseguenze della guerra. Quando la commissione venne meno, Maillol decise di riprendere quest'idea e di modificarla, creando Il fiume.
La scultura si trova dal 1964 nel Jardin du Carrousel alle Tuileries, nel primo arrondissement di Parigi. Fa parte di un insieme di statue di Maillol esposte all'aperto grazie all'iniziativa di André Malraux in seguito al lascito da parte di Dina Vierny di diciotto statue dello scultore, la cui installazione venne curata da Vierny stessa, una situazione immortalata da Robert Doisneau.
Esistono molte versioni della scultura sparse per il mondo: per esempio, una si trova al museo d'arte di Amburgo, un'altra decora una fontana a Zurigo, due esemplari sono esposti nei giardini del MoMa novaiorchese e del museo di belle arti della Virginia di Richmond. Altri esemplari si conservano al museo Norton Simon di Pasadena, in California, e al museo di belle arti di Houston, in Texas.

## Descrizione

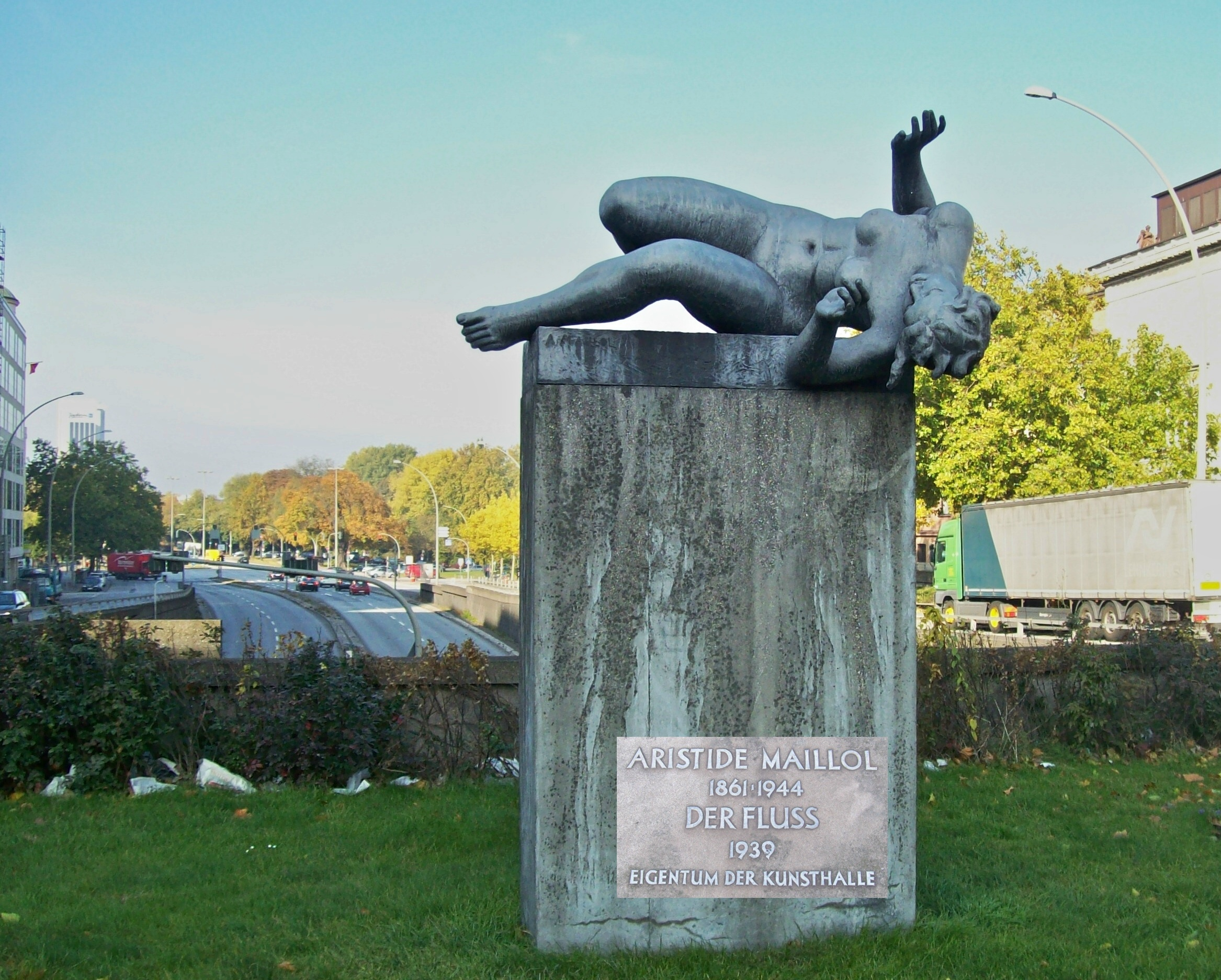
La versione ad Amburgo.

L'opera è una scultura in piombo, fusa da Alexis ed Eugène Rudier. Rappresenta un nudo femminile allungato sul suo lato sinistro, con la testa all'indietro in equilibrio instabile. Le braccia alzate lasciano immaginare la pressione di una corrente potente, in quanto questa donna è la personificazione di un fiume. Si tratta di una delle statue monumentali della fine della vita dello scultore per le quali Dina Vierny fece da ispiratrice e da modella. Il modello in gesso del 1938 è scomparso.